# TunnelBear
TunnelBear (auch bekannt als TunnelBear VPN) ist ein öffentlicher Virtual Private Network- (VPN-)Service mit Sitz in Toronto, Kanada. Das Unternehmen wurde 2011 von Daniel Kaldor and Ryan Dochuk gegründet und im März 2018 von McAfee übernommen.

## Features
Eine Freeware-Client-Version von TunnelBear ist für Android, Windows, macOS und iOS verfügbar. Weiterhin existiert eine Erweiterung für Google Chrome und Opera. Alternativ können Linux-Distributionen für die Verwendung von TunnelBear konfiguriert werden.
Ähnlich anderer öffentlicher VPN-Dienste kann TunnelBear Inhaltsblockierungen in den meisten Ländern umgehen. Der Nutzer kann sich durch TunnelBear in einem von zwanzig Ländern verorten lassen (inkl. Irland, den USA, Schweden und Italien).
Alle Clients nutzen AES-256-Verschlüsselung; lediglich die Clients für iOS 8 und früher arbeiten mit AES-128. Sobald der Nutzer verbunden ist, kann dessen tatsächliche IP-Adresse nicht von den besuchten Webseiten ausgelesen werden. Stattdessen wird ihnen die von TunnelBear VPN bereitgestellte IP-Adresse übermittelt.
TunnelBear bietet auch eine Version für Unternehmen namens "TunnelBear for Teams" an.

## Preise
TunnelBear VPN ist ein sogenanntes Freemium-Produkt. Die kostenlose Testversion erlaubt den Verbrauch von 500 MB VPN-Datenverkehr pro Monat. Ist dieser aufgebraucht, muss der Nutzer die Verbindung entweder trennen oder ein monatliches Abo unbegrenzten Datenverkehrs erwerben. Bei einem Abonnement besteht die Möglichkeit, aus verschiedenen Servern mit insgesamt 21 Staaten zu wählen. Das Programm kann auf bis zu fünf verschiedenen Endgeräten genutzt werden.